# バール・ナラシンハ・クンワル

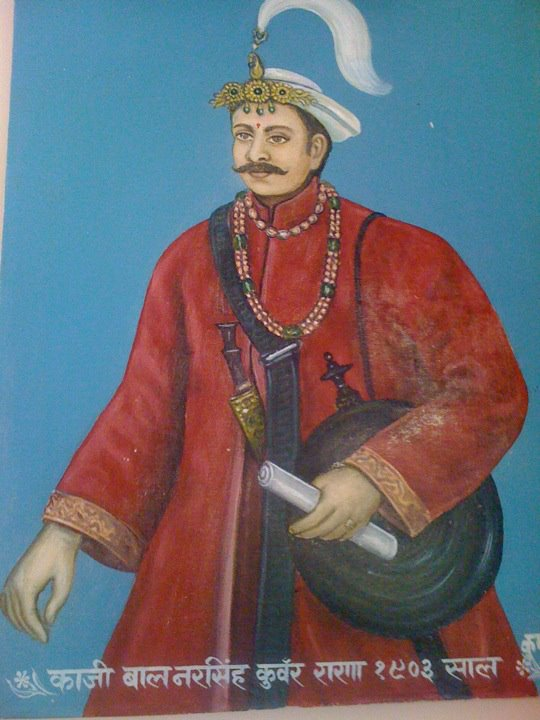
バール・ナラシンハ・クンワル

バール・ナラシンハ・クンワル（Bal Narsingh Kunwar, 1783年2月2日 - 1841年12月24日）は、ネパール王国の軍人、政治家。のちにネパールの首相となったジャンガ・バハドゥル・ラナらの父にあたる。

## 生涯
1783年2月2日、 ラナジット・クンワルの息子として生まれた。
1806年4月25日、法王ラナ・バハドゥル・シャハが弟シェール・バハドゥル・シャハに殺害されると、バール・ナラシンハは即座にシェール・バハドゥルを斬殺した。これにより、彼は執政（カージー）の位を得た。
1841年12月24日、バール・ナラシンハは死亡した。

## 息子の一覧
合計で9人の息子がいた。また、彼らは1848年5月5日にラナ姓を王家から賜り、クンワルから改姓している。
- バクタ・ビール・ラナ
- ジャンガ・バハドゥル・ラナ
- バム・バハドゥル・ラナ
- バドリ・ナラシンハ・ラナ
- ジャイ・バハドゥル・ラナ
- クリシュナ・バハドゥル・ラナ
- ラノッディープ・シンハ・ラナ
- ジャガット・シャムシェル・ラナ
- ディール・シャムシェル・ラナ